# Scooter Barry
Richard Francis Barry IV, genannt Scooter Barry (* 13. August 1966 in San Francisco, Kalifornien) ist ein ehemaliger deutsch-US-amerikanischer Basketballspieler.

## Leben
Scooter Barry stammt aus einer Basketballfamilie, sein Vater ist Hall of Famer Rick Barry (* 1944), seine drei Brüder Jon (* 1969), Brent (* 1971) und Drew (* 1973) sind ebenfalls alle ehemalige Basketballprofis.
Scooter spielte von 1985 bis 1989 an der University of Kansas und studierte Psychologie. In seinen ersten beiden Hochschulspieljahren blieb Barry Ergänzungsspieler und kam in dieser Zeit nur auf eine Einsatzzeit von 4,2 Minuten pro Partie. In der Saison 1987/88, in der er mit Kansas unter der Leitung von Trainer Larry Brown und an der Seite des späteren NBA-Spielers Danny Manning den NCAA-Meistertitel gewann, erzielte er 3,3 Punkte je Begegnung und stand pro Spiel durchschnittlich 13,7 Minuten auf dem Parkett. Im Spieljahr 1988/89 verbuchte Barry die besten statistischen Werte seiner NCAA-Laufbahn und kam auf 6,3 Punkte je Begegnung, zudem bereitete er pro Spiel fünf Korberfolge seiner Nebenleute vor.
Barry wurde im Vorfeld der Saison 1989/90 von der NBA-Mannschaft Boston Celtics in den Trainingskader aufgenommen und nahm an Vorbereitungsspielen teil, wurde aber vor dem Saisonbeginn aus dem Aufgebot gestrichen. Er spielte dann zunächst bei den San José Jammers in der US-Liga Continental Basketball Association (CBA), deren Mitglied er in den Spieljahren 1989/90 und 1990/91 war.
Bei der Sommerliga der NBA im Jahr 1991 machte Barry die Bekanntschaft von Harald Stein, damals Spieler der SG Braunschweig. Stein leitete dort die Verpflichtung des US-Amerikaners ein, Barry überzeugte in der Bundesliga-Saison 91/92 als bester Braunschweiger Korbschütze (20 Punkte/Spiel während der Punktrunde). Er wurde der Liebling der SG-Anhänger. Dank seiner guten Leistungen in Braunschweig erhielt er ein Angebot aus der spanischen Liga ACB und wechselte zu Taugrés Vitoria. Für die baskische Mannschaft bestritt er aber nur fünf Ligaspiele, in denen er im Schnitt 4,8 Punkte erzielte. Barry zog sich in Vitoria einen Beinbruch zu, nach seiner Genesung spielte er im späteren Verlauf der Saison 1993/93 für Fort Wayne Fury in der CBA, Trainer der Mannschaft war sein Vater. Scooter Barry spielte auch 1993/94 für Fort Wayne und 1994/95 in derselben Liga dann für die Yakima Sun Kings. In Teilen des Jahres 1995 stand er zudem bei den South East Melbourne Magic in Australien unter Vertrag.
Barrys zweite Station in Deutschland wurde der TuS Herten. Für die Mannschaft erzielte er 1995/96 im Durchschnitt 17 Punkte pro Begegnung, zur Saison 1996/97 kehrte er nach Braunschweig zurück. Mit den Niedersachsen zog er 1997 und 1998 in die Bundesliga-Meisterrunde ein, in der Saison 97/98 war er mit 6,2 Korbvorlagen pro Spiel bester Vorbereiter der Bundesliga. Nachdem sich Braunschweigs Trainer Bill Magarity gegen eine Weiterverpflichtung Barrys ausgesprochen hatte, wechselte dieser im Vorfeld der Saison 1998/99 zum Ligakonkurrenten MTV Gießen. Bei den Mittelhessen war er wie in seinem ersten Braunschweiger Jahr Mannschaftskamerad von Harald Stein. In seinen beiden Gießener Jahren sorgte er mit 14 Korbvorlagen in einem Spiel jeweils für die Bundesliga-Bestmarke der Saison. 1999 zog er mit Gießen ins Endspiel um den DBB-Pokal ein, dort verlor man gegen Alba Berlin.
Nach seinem Weggang aus Deutschland spielte Barry in Italien, Frankreich, Belgien und Spanien, 2006 trat er im Alter von 39 Jahren vom Leistungssport zurück. Er sei ein Abhängiger gewesen, beschrieb Barry seine Faszination für die Sportart und seine lange Karriere rückblickend. Mit seiner aus Braunschweig stammenden Frau Kerstin hat er eine Tochter und einen Sohn. 2008 zog er mit seiner Familie von Deutschland in die Vereinigten Staaten, nachdem sich sein Ziel, in Deutschland im Profibereich als Trainer zu arbeiten (er hatte 2005 den A-Trainerschein erworben), nicht hatte umsetzen lassen. Im Rahmen des Umzugs gab Barry die deutsche Staatsbürgerschaft ab. Beruflich wurde er in Kalifornien zunächst als Mitarbeiter eines Fitnessunternehmens tätig, arbeitete dann im Bereich Vermarktung, für einen Hersteller von Armüberziehern für Basketballspieler und dann für Technologiefirmen.

## Erfolge
- 1988 NCAA-Meister mit den University of Kansas Jayhawks
- 1997/1998 bester Passgeber der Basketball-Bundesliga mit 6,17 Assists bei der SG Braunschweig
- 2000 All-Star der Bundesliga
- 2003 All-Star in Frankreich